# Phạm Minh Tuyên (chính khách)
Phạm Minh Tuyên (26 tháng 12 năm 1949 - 5 tháng 4 năm 2022) là đại biểu Quốc hội Việt Nam khóa 11, thuộc đoàn đại biểu Ninh Bình.

## Tiểu sử
Ông sinh ngày 26 tháng 12 năm 1949, tại xã Khánh Thành, Yên Khánh, Ninh Bình. 
Ông từng là Ủy viên Ban Chấp hành Trung ương Đảng Cộng sản Việt Nam khóa IX (2001 - 2006), Bí thư Tỉnh ủy Ninh Bình, Ủy viên Ủy ban Thường vụ Quốc hội, Trưởng ban Công tác đại biểu của Quốc hội.
Ngày 5 tháng 4 năm 2022, ông cùng vợ tử vong sau tai nạn giao thông khi điều khiển xe ô tô cá nhân tại địa phận Ninh Bình.